# Diocèse d'Ajmer
Le diocèse d'Ajmer (en latin Dioecesis Aimerensis) est une circonscription ecclésiastique de l'Église catholique dans le Radjasthan, en Inde. Une mission des pères capucins français de la fin du XIXe siècle est devenue vicariat apostolique en 1892 puis diocèse (suffragant d'Agra) en 1913. Le siège épiscopal se trouve dans la cathédrale de l'Immaculée-Conception, à Ajmer. Gouverné par John Carvalho depuis 2025, le diocèse compte quelque 9 320 catholiques (en 2013) sur un vaste territoire qui comprend la majeure partie du Rajasthan. 

## Histoire

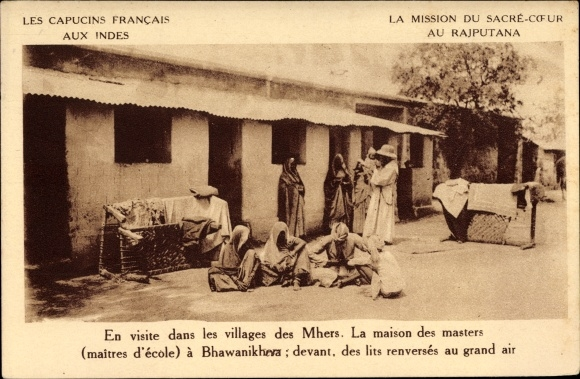
Mission des capucins français.

La mission sui juris du Rajputana est érigée en juillet 1890. Elle devient vicariat apostolique en mars 1892. Par le bref apostolique Mandatum illud, le pape Pie X l'élève au rang de diocèse le 22 mai 1913, assumant son nom actuel. Cette mission fut dès le début confiées aux pères capucins français et c'est l'un d'eux, Mgr Henri Caumont (1871-1930), qui en est le premier évêque, jusqu'à sa mort en 1930. Sous son épiscopat, le nombre de catholiques, qui se recrutent surtout dans les castes inférieures (dites « intouchables »), passe de 3 102 en 1913 à 7 464 en 1930. Il se fait aider d'une congrégation religieuse féminine autochtone, les servantes du Seigneur d'Ajmer, qu'il a fondée en 1906 et d'une autre congrégation, fondée en 1911 par lui-même et par sa sœur Joséphine Caumont, religieuse franciscaine de Sainte Marie des Anges. Cette congrégation porte le nom de sœurs missionnaires d'Ajmer.
En 1935, une portion de territoire est détachée pour devenir la préfecture apostolique d'Indore (aujourd'hui diocèse (en)). Le 13 mai 1955, le diocèse prend le nom de diocèse d'Ajmer et Jaipur (ville capitale du Rajasthan).
Le 13 décembre 1963, un nouveau remaniement de son territoire - à la suite d'une restructuration civile des États indiens - crée l'archidiocèse de Bhopal, au Madhya Pradesh. Il englobe le district de Mandsaur, qui appartenait au diocèse d'Indore, en 1981. Le 3 décembre 1984, il cède encore une portion de territoire à l'avantage du nouveau diocèse d'Udaipur (en). Enfin, le 20 juillet 2005, il est divisé par la cession du nouveau diocèse de Jaipur (en) et assume son nom actuel.

## Ordinaires
- 1913-1930: Henri Caumont O.F.M.Cap.
- 1931-1938: Mathurin-Pie Le Ruyer O.F.M.Cap.
- 1939-1946: Guy-Léandre Le Floch O.F.M.Cap.
- 1949-1978: Leo D'Mello, premier évêque indien
- 1978-2012: Ignatius Menezes
- 2012-2024 : Pius Thomas D'Souza
- depuis 2025 : John Carvalho

## Statistiques
En 2012, le diocèse comptait 9 320 baptisés pour une population de 19 827 000 habitants, 54 prêtres dont 14 réguliers, 21 religieux, 418 religieuses, en 10 paroisses.